# 麥康奈爾群島
66°29′S 65°51′W / 66.483°S 65.850°W
麥康奈爾群島（英語：McConnel Islands），是南極洲的群島，位於葛拉漢地西岸的盧貝海岸，處於基德群島東南面的達貝爾灣，以英國物理學家命名，現時由南極條約體系管理。